# Альберт Спір Гічкок
Альберт Спір Гічкок (англ. Albert Spear Hitchcock, при народженні — Дженнінгс (англ. Jennings); 4 вересня 1865, Овоссо, Шаявассі, Мічиган, США — 16 грудня 1935) — американський ботанік, фахівець по злакових рослинах. Багато в чому завдяки йому в Міжнародний кодекс ботанічної номенклатури була введена вимога про зазначення номенклатурного типу таксона.

## Біографія
Альберт Спір Дженнінгс (Гічкок) народився 4 листопада 1865 року у невеликому місті Овоссо в штаті Мічиган. З 1885 до 1889 року навчався в Коледжі штату Айова, розташованому в місті Еймс, де отримав послідовно три вчені ступені — бакалавра, магістра та доктора філософії. В 1889–1891 роках жив у Сент-Луїсі. Потім, до 1901 року, Гічкок протягом десяти років працював професором ботаніки у Коледжі штату Канзас у Мангеттені. З 1901 року до своєї смерті Альберт Спір працював агростологом в Міністерстві сільського господарства (USDA). Кілька років він також був главою Номенклатурного комітету Ботанічного товариства Америки. Гічкок помер 16 грудня 1935 року на борту пароплава SS. City of Norfolk  під час повернення в США після відвідування Амстердамського ботанічного конгресу.
Основний гербарій, бібліотека та численні рукописи Гічкока були передані Смітсонівському інституту (US). Частина більш ранніх зразків зберігаються у Ботанічному саду Міссурі у Сент-Луїсі (MO).

## Окремі наукові роботи
- Hitchcock, A.S.; Chase, M.A. (1910) The North American species of Panicum. 396 p.
- Hitchcock, A.S. (1914). A text-book of grasses. 276 p.
- Hitchcock, A.S.; Standley, P.C. (1919). Flora of the District of Columbia and vicinity. 329 p.
- Hitchcock, A.S. (1920). The genera of grasses of the United States. 307 p.
- Hitchcock, A.S. (1925). Methods of descriptive systematic botany. 216 p.
- Hitchcock, A.S. (1935). Manual of the grasses of the United States. 1040 p.
- Hitchcock, A.S. (1936). Manual of the grasses of the West Indies. 439 p.

## Роди рослин, названі на честь А.С.Гічкока
- Hitchcockella A.Camus, 1925